# Anii 320 î.Hr.
Secole: Secolul al V-lea î.Hr. - Secolul al IV-lea î.Hr. - Secolul al III-lea î.Hr.
Decenii: Anii 370 î.Hr. Anii 360 î.Hr. Anii 350 î.Hr. Anii 340 î.Hr. Anii 330 î.Hr. - Anii 320 î.Hr. - Anii 310 î.Hr. Anii 300 î.Hr. Anii 290 î.Hr. Anii 280 î.Hr. Anii 270 î.Hr.
Anii: 330 î.Hr. | 329 î.Hr. | 328 î.Hr. | 327 î.Hr. | 326 î.Hr. | 325 î.Hr. | 324 î.Hr. | 323 î.Hr. | 322 î.Hr. | 321 î.Hr. | 320 î.Hr.
Evenimente